# Sac Balam
Sac Balam es una ciudad maya perdida dentro de la Selva Lacandona de Chiapas en México que fue la capital del pueblo ch’ol-lacandón en donde resistieron independientes durante más de un siglo al dominio español, tras ser conquistada en 1695 fue rebautizada como Nuestra Señora de los Dolores del Lacandón (o simplemente Dolores) y se convirtió en un asentamiento colonial hasta su abandono y desaparición a inicios del siglo XVIII.
Fue fundada alrededor del año 1586 por los ch'ol-lacandones después de huir de la destrucción de su capital Lakam-Tún por parte de los españoles y se mantuvieron aislados y libres del dominio colonial por más de 100 años hasta que en 1695 la ciudad fue conquistada y rebautizada como Nuestra Señora de los Dolores del Lacandón siendo la única población colonial al interior de la Selva Lacandona hasta que en 1712 todos sus habitantes fueron desplazados y la ciudad fue abandonada, desde entonces la región quedó despoblada y Sac Balam desapareció de todas las fuentes y crónicas coloniales, su ubicación exacta se considera perdida dentro de una densa zona selvática de difícil acceso para la exploración arqueológica.

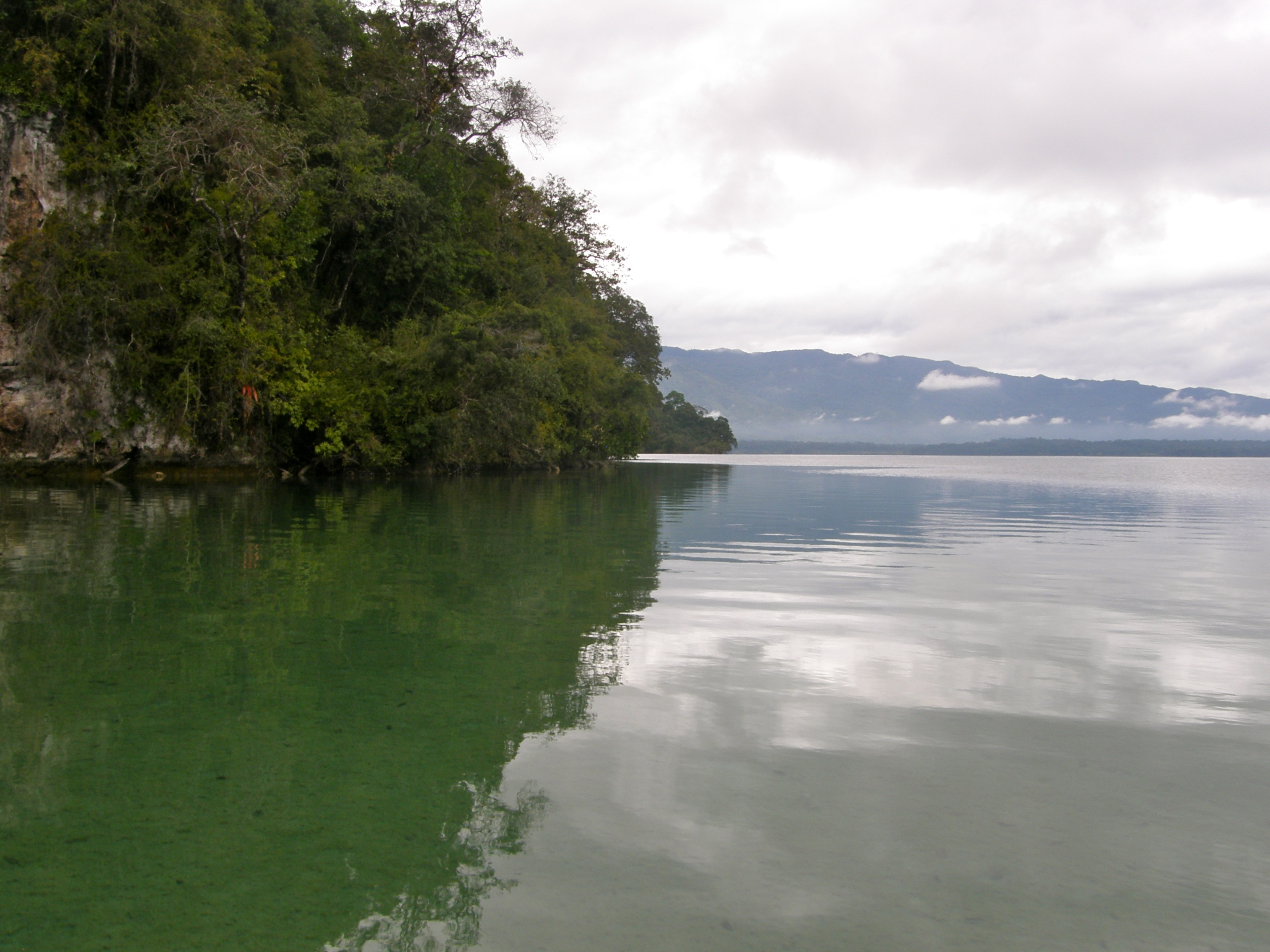
Laguna Miramar en la Selva Lacandona.

## Historia
Sac Balam (que significa Jaguar Blanco en ch'olti') fue el principal asentamiento y capital de los ch’ol-lacandones la cual establecieron en medio de la selva como un lugar de resistencia luego de la destrucción de la ciudad de Lakam-Tún en plena época de la conquista española de la última región maya que permanecía independiente durante finales del siglo XVII.
Los ch’ol-lacandón (también conocidos como ch'olti'-lacandones, lacandón-chol o simplemente lacandones históricos) fueron una antigua etnia mayense de habla cholana (no confundirse con los lacandones modernos de Chiapas de habla yucatecana) que habitaban desde el periodo posclásico de la civilización maya en la región de la Selva Lacandona de Chiapas concentrándose en la laguna Miramar y en su capital conocida como Lakam-Tún (ubicada en la isla El Peñón) que es de donde se origina el nombre "lacandón", a la llegada de los conquistadores los ch'ol-lacandón controlaban toda la zona y fueron mencionados en las fuentes coloniales como un pueblo guerrero altamente hostil y agresivo ante los primeros intentos de contacto. Hubo varias campañas españolas para conquistar la región, a mitad del siglo XVI se dio una orden militar para someter a los ch'ol-lacandones de la que partieron un grupo armado de españoles e indígenas aliados hacia la laguna Miramar donde fueron recibidos en Lakam-Tún con un ataque bélico, sin embargo, los ch'ol-lacandones huyeron luego de verse superados y se escondieron en la selva mientras que los españoles destruyeron las casas, cultivos y templos de la ciudad. La campaña militar española continuó buscando a los ch'ol-lacandones por varios años sin éxito hasta que la falta de recursos y las condiciones adversas de la selva afectaron a los españoles quienes optaron por retirarse en 1585 luego de destruir nuevamente la ciudad de Lakam-Tún que había sido reconstruida parcialmente por los indígenas. Los ch'ol-lacandones nunca volvieron a Lakam-Tún, alrededor del año 1586 se aislaron y se establecieron a unos cuantos kilómetros en medio de la selva donde fundaron una nueva ciudad capital a la que llamaron Sac Balam en la que se mantuvieron ocultos y en libertad por más de un siglo sin que los soldados y evangelizadores españoles pudieran encontrarlos.
Sac Balam fue la última capital de los ch'ol-lacandones en la que lograron mantenerse libres por más de 100 años, a finales del siglo XVII estaba habitada por cientos de personas que se distribuían en más de 300 casas y era gobernada por los caciques Chancuc, Tuztecat y Tuhnol quienes controlaban ciertos sectores del asentamiento y un cacique-sacerdote principal de mayor autoridad llamado Cabnal el cual tenía bajo su autoridad a varios seguidores a los que organizaba para realizar ataques contra otros grupos indígenas que ya habían sido catequizados. En el año 1695 luego de que los españoles descubrieran la existencia de Sac Balam y después de varios intentos anteriores frustrados se pudo organizar finalmente una expedición militar para culminar la conquista de la Selva Lacandona y pacificar la región, a la entrada de los españoles a Sac Balam la gran mayoría de los ch'ol-lacandones reaccionaron huyendo de la ciudad y los conquistadores la rebautizaron como Nuestra Señora de los Dolores del Lacandón convirtiéndose en un pueblo colonial para la evangelización y control político de la región. Luego de varios días los indígenas regresaron al pueblo en busca de sus pertenencias y cultivos y esto fue aprovechado por los misioneros para mostrar unas intenciones de contacto pacíficas a las que los ch'ol-lacandones accedieron ya que además estaban completamente asediados por soldados logrando así bautizarlos y evangelizarlos, sin embargo, una facción liderada por el líder Cabnal había desaparecido, tiempo después fue capturado luego de intentar organizar una rebelión y lo trasladaron como prisionero para su conversión católica pero según se reporta en informes coloniales murió enfermo al poco tiempo. Dolores se convirtió en un pueblo de paz de aproximadamente 300 a 500 habitantes, durante su ocupación se realizaron registros y descripciones completas de la ciudad y de las tradiciones de sus habitantes que son las únicas fuentes que se tienen sobre la cultura de los ch'ol-lacandones, los censos españoles de los habitantes de Dolores también muestran la drástica disminución de su población debido a una gran mortandad entre los indígenas por la exposición a enfermedades.
Dolores quedó abandonada y desapareció de las fuentes coloniales alrededor del año 1712 cuando la autoridad colonial ordenó reubicar a todos sus habitantes debido a las dificultades económicas que enfrentaron los españoles para mantener la ciudad por el gran aislamiento que tenía en la profundidad de la selva, la poca población indígena que sobrevivió fue forzada a desplazarse a regiones lejanas donde morían rápidamente de enfermedades, la gran mayoría muriendo durante su recorrido sin siquiera llegar a su destino, finalmente los ch'ol-lacandones se extinguieron en su totalidad cerca del año 1750. En 1712 desaparecieron también todas las referencias o menciones en las fuentes coloniales sobre el territorio ancestral de los ch'ol-lacandones y no se volvió a registrar ningún tipo de presencia humana, expediciones o asentamientos en la región, quedando la selva completamente despoblada hasta la llegada de un grupo mayense de habla yucatecana identificados como los lacandones modernos (autodenominados jach winik) de Chiapas. Desde entonces los restos de Sac Balam o Dolores quedaron enterrados en la espesa selva de la región y su ubicación se considera perdida.